# Nepomucenów (województwo łódzkie)
Nepomucenów – wieś w Polsce położona w województwie łódzkim, w powiecie tomaszowskim, w gminie Budziszewice.
W latach 1975–1998 miejscowość położona była w województwie piotrkowskim.